# Edwin R. Reynolds
Edwin Ruthvin Reynolds  (* 16. Februar 1816 in Fort Ann, Washington County, New York; † 4. Juli 1908 in Albion, New York) war ein US-amerikanischer Politiker. In den Jahren 1860 und 1861 vertrat er den Bundesstaat New York im US-Repräsentantenhaus.

## Werdegang
Edwin Reynolds genoss eine klassische Schulausbildung. Danach war er sechs Jahre lang leitender Lehrer (Principal) an der Albion Academy. Zwischen 1843 und 1845 war er Bezirksrat im Orleans County. York. Nach einem Jurastudium und seiner 1843 erfolgten Zulassung als Rechtsanwalt begann er ab 1846 in Albion in diesem Beruf zu arbeiten. In den 1850er Jahren schloss er sich der damals gegründeten Republikanischen Partei an.
Nach dem Tod des Abgeordneten Silas Mainville Burroughs wurde Reynolds bei der fälligen Nachwahl für den 31. Sitz von New York als dessen Nachfolger in das US-Repräsentantenhaus in Washington, D.C. gewählt, wo er am 5. Dezember 1860 sein neues Mandat antrat. Bis zum 3. März 1861 konnte er die laufende Legislaturperiode im Kongress beenden. Diese Zeit war von den Ereignissen im unmittelbaren Vorfeld des Bürgerkrieges geprägt.
Zwischen 1864 und 1868 war Edwin Reynolds Richter und Bezirksrat im heimischen Orleans County. Danach praktizierte er wieder als Anwalt. Er starb am 4. Juli 1908 in Albion, wo er auch beigesetzt wurde.